# Tramwaje na Białorusi
Tramwaje na Białorusi – systemy komunikacji tramwajowej działające na Białorusi.
Według stanu z lutego 2020 roku na Białorusi istnieją 4 systemy tramwajowe o rozstawie szyn równym 1524 mm.

## Charakterystyka
Najmłodsza sieć tramwajowa znajduje się w Mozyrzu, natomiast najstarsza w Mińsku. Największa sieć położona jest w Witebsku, z kolei najmniejsza w Nowopołocku. Najwięcej systemów funkcjonuje na terenie obwodu witebskiego.

## Systemy
| Miasto lub obszar | Operator                           | Rozstaw | Długość sieci | Data     | Data           | Data        | Artykuł                |
| Miasto lub obszar | Operator                           | Rozstaw | Długość sieci | otwarcia | elektryfikacji | likwidacji  | Artykuł                |
| ----------------- | ---------------------------------- | ------- | ------------- | -------- | -------------- | ----------- | ---------------------- |
| Mińsk             | Minsktrans                         | 1524 mm | 22 km         | 1892     | 1929           | funkcjonuje | Tramwaje w Mińsku      |
| Mohylew           |                                    |         |               | 1910     | brak           | 1920        | Tramwaje w Mohylewie   |
| Mozyrz            | Mazyrski naftapierapracouczy zawod | 1524 mm | 20,3 km       | 1988     | 1988           | funkcjonuje | Tramwaje w Mozyrzu     |
| Nowopołock        | Tramwajnyj park                    | 1524 mm | 16 km         | 1974     | 1974           | funkcjonuje | Tramwaje w Nowopołocku |
| Witebsk           | Witebskobławtotrans                | 1524 mm | 36,1 km       | 1898     | 1898           | funkcjonuje | Tramwaje w Witebsku    |

Znaczenie kolorów użytych w tabeli:
     system istniejący, 
     system nieistniejący, 
     system budowany, 
     system scalony z innym.

## Topologie sieci

Mińsk
Mozyrz
Nowopołock
Witebsk